# Li Pu
Li Pu, född 824, död 828 var en kejserlig prins av kinesiska Tangdynastin. Han var äldste son till kejsar Jingzong. Han dog redan år 828 enbart 4 år gammal.